# Diana și Apollo omorând copiii lui Niobe
Diana și Apollo omorând copiii lui Niobe este o pictură realizată în ulei pe pânză de către artistul francez Jacques-Louis David în 1772 aflată în prezent la Muzeul de Artă din Dallas, SUA. A realizat-o pentru a concura pentru Prix de Rome. Realizat în stilul rococo care a marcat perioada sa de început, tabloul a fost emblematic pentru conflictul dintre David și juriul Academiei regale de pictură și sculptură, care i-a refuzat premiul în urma unui vot prestabilit.